# Patrik Valčák
Patrik Valčák (ur. 16 grudnia 1984 w Ostrawie) – czeski hokeista.

## Kariera klubowa
- HC Poruba U18 (1999-2001)
- HC Poruba U20 (2001-2003)
- HC Poruba (2002)
- Lethbridge Hurricanes (2003-2004)
- HC Poruba U20 (2004)
- Kelowna Rockets (2004)
- HC Hawierzów (2004)
- HC Poruba (2004-2005)
- Lincoln Stars (2005)
- VHK Vsetín (2005)
- HC Poruba (2005)
- KLH Jindřichův Hradec (2006)
- SK Kadaň (2006)
- TPS (2006)
- Blues (2006)
- Brûleurs de Loups de Grenoble (2006-2008)
- HC Dukla Trenczyn (2008-2010)
- MHk 32 Liptovský Mikuláš (2010)
- Olofströms IK (2010-2011)
- HC Oceláři Trzyniec (2011)
- HK Nitra (2011-2012)
- Cracovia (2012-2013)
- Dinamo Ryga (2013, okres próby)[1][2]
- HC Vítkovice (2013-2014)
- Cracovia (2014-2015)
- Allen Americans (2015)
- Manchester Storm (2015-2017)
- Dubai Mighty Camels (2017-2018)
- Leeds Chiefs (2020-)

W sezonie 2012/2013 zawodnik Cracovii. Od września 2013 zawodnik HC Vítkovice (wraz z nim do klubu trafił były gracz Cracovii, Martin Dudáš). Od lipca 2014 ponownie zawodnik Cracovii. Od stycznia 2015 zawodnik amerykańskiego klubu Allen Americans w lidze ECHL (wraz z nim jego rodak, Josef Fojtík, z którym razem występowali wcześniej w Cracovii). Od września 2015 zawodnik angielskiej drużyny Manchester Storm w brytyjskich rozgrywkach Elite Ice Hockey League. W sezonie 2018/2019 nie grał, a w styczniu 2020 przeszedł do angielskiego klubu Leeds Chiefs

## Sukcesy
Klubowe
- Memorial Cup – mistrzostwo CHL: 2004 z Kelowna Rockets
- Złoty medal mistrzostw Francji: 2007 z Grenoble
- Puchar Ligi: 2007 z Grenoble
- Puchar Francji: 2008 z Grenoble
- Złoty medal mistrzostw Polski: 2013 z Cracovią
- Superpuchar Polski: 2014 z Cracovią
- Kelly Cup – mistrzostwo ECHL: 2015 z Allen Americans

Indywidualne
- Polska Liga Hokejowa (2012/2013):
  - Pierwsze miejsce w klasyfikacji asystentów w sezonie zasadniczym: 41 asyst
  - Pierwsze miejsce w klasyfikacji kanadyjskiej w sezonie zasadniczym: 56 punktów
- Polska Hokej Liga (2014/2015):
  - Drugie miejsce w klasyfikacji asystentów w sezonie zasadniczym: 33 asysty
  - Szóste miejsce w klasyfikacji kanadyjskiej w sezonie zasadniczym: 43 punkty
  - Czwarte miejsce w klasyfikacji minut kar w sezonie zasadniczym: 77